# ロベール・ゲイ

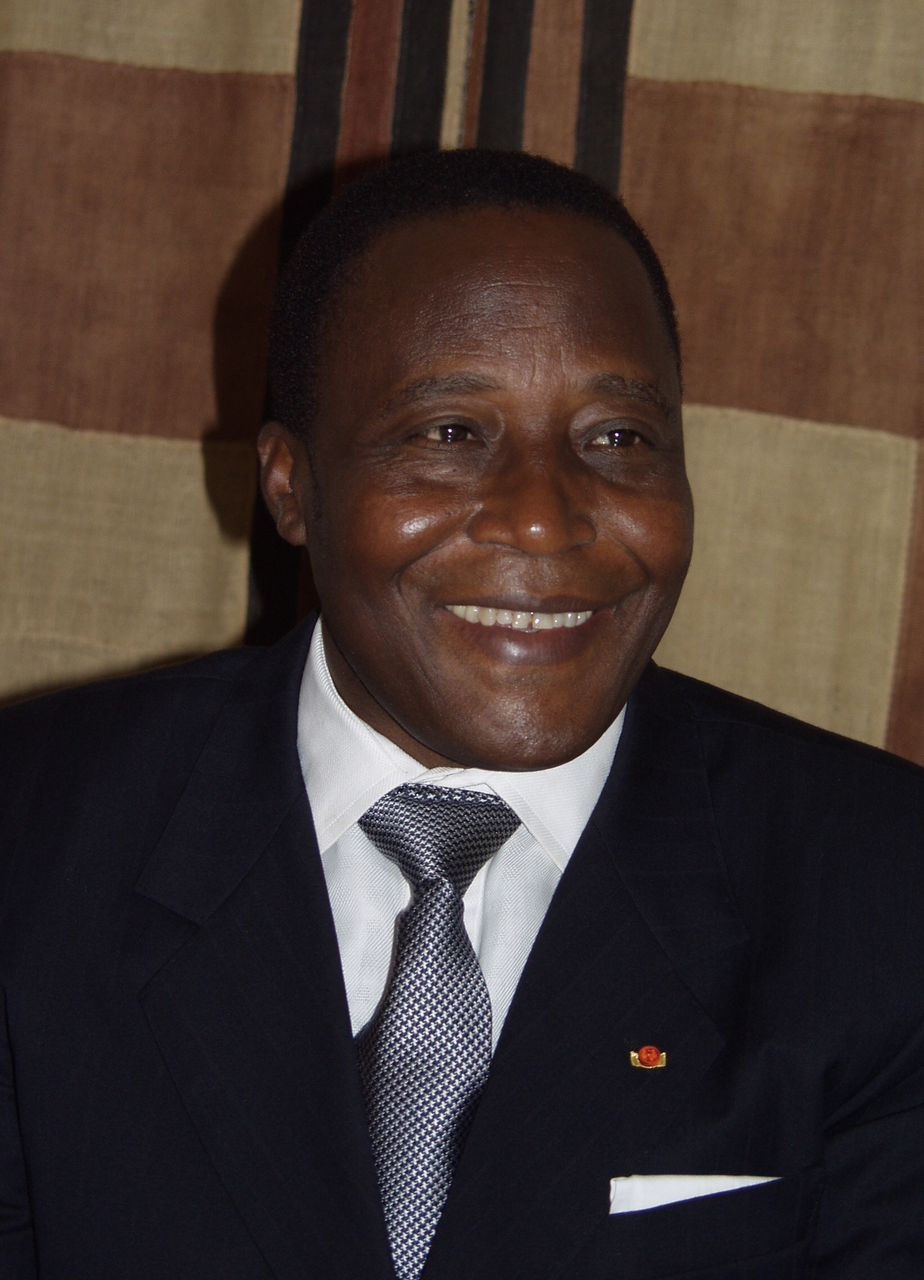
ロベール・ゲイ

ロベール・ゲイ（Robert Guéï、1941年3月16日- 2002年9月19日）は、コートジボワールの軍人･政治家。1999年12月24日から2000年10月26日まで、コートジボワールの元首（大統領）の座にあった。
ゲイはコートジボワール西部、マン市近郊のカバクマ村でヤクバ人の子として生まれた。植民地支配下でフランス軍へと入隊し、ワガドゥグーの士官学校で教育を受けた後サン・シール陸軍士官学校にてさらに教育を受けた。フェリックス・ウフェ＝ボワニの支持者であり、1990年には兵士の反乱を収拾して国軍総参謀長へと昇進し軍のトップとなった。1993年にウフェボワニが死亡し、アンリ・コナン・ベディエが後継となっても総参謀長の地位の座についたままだった。1995年10月、ゲイはベディエと野党指導者アラサン・ワタラの間の紛争解決に軍を動員することを拒否して解任された。ゲイはスポーツ大臣として入閣したが、1996年8月10日に更迭された。
1999年12月24日、兵士による反乱が起きてベディエ政権が倒壊した。ゲイはこの反乱を主導していたわけではなかったが、兵士らに中途で担ぎ出され、軍事政権の首班となった。ゲイは半年以内の民政移管を公約したが、公示された大統領選挙にはベディエ元大統領もワタラも出馬を禁止し、有利な状況を作り出した上でゲイ自らが出馬し、ローラン・バグボと選挙戦を戦った。しかしベディエ派やワタラ派の反発によりゲイはバグボに敗北し、選挙結果を不服であるとして蜂起したものの、ゲイ派の正規軍はバグボ派の民兵に敗れ去り、ゲイは自らの地盤である西部のGouessessoへと退却した。ゲイ派の勢力の強い西部は「ゲイランド」と呼ばれ、政府軍の立ち入ることのできない状況が続いた。2001年に和解フォーラムが行われ、ゲイもこれに参加して和平交渉が行われたものの、交渉は不調に終わった。
2002年9月19日、コートジボワール全土で反政府勢力が一斉に蜂起し、コートジボワール内戦が始まった。ゲイ派はこの動きの中核を担い、ゲイの地盤の西部やワタラ派の強い北部を押さえることには成功したものの、経済首都アビジャンでは再びバグボ派に敗れ去り、ゲイ自身もアビジャン市内ココディ地区の自宅にてバグボ派に襲われ、一家もろとも殺害された。
ゲイの死体は2006年8月18日に葬儀が行われるまで4年間、死体安置所にて放置されていた。